# T–14
A T–14 orosz harckocsi, amelyhez alvázként az Armata univerzális lánctalpas platform szolgál. Kis sorozatú gyártása 2015 elején kezdődött el az Uralvagonzavod vállalatnál. A 2015-ös moszkvai győzelem napi katonai díszszemlén mutatták be a nyilvánosság előtt.

## Története
A jármű kialakítása közel harminc évvel ezelőtti fejlesztés eredménye – ami az 1980-ban indult amerikai M1 TTB programmal futott párhuzamosan – Objekt 195 néven. A cél egy, a T–72B-nél védettebb, nagyobb tűzerejű és távvezérelt toronnyal ellátott jármű kialakítása volt, azonban a program közel 20 évig tetszhalott állapotba került. A megújult fejlesztés 2009-ben kezdődött a Nyizsnyij Tagil-i Uralvagonzavod tervezőirodájában, az Uráli Közlekedési Gépgyártási Tervező Irodában (UKBTM). A fejlesztés alatt lévő harckocsiról első alkalommal Dmitirij Rogozin hadiiparért felelős orosz miniszterelnök-helyettes beszélt 2012-ben. A T–14-nél a tervezők szakítottak a T–54/55-ös harckocsikkal kezdődő és a T–90-ig tartó fejlesztési vonallal és egy alapjaiban új konstrukciót dolgoztak ki. A harckocsinál alkalmazott konstrukciós és technológiai megoldások az Objekt 195 és az Objekt 640 (Csornij orjol) kísérleti járművekből származnak. Gyári jelölése a fejlesztés során Objekt 148 volt.
A fejlesztés egyik célja egy univerzális alváz kialakítása volt, amely más célú járművek alapjául is használható. Ez lett az Armata univerzális alváz, melyhez teljesen újszerű tornyot készítettek. (Az Armata platform az alváza a 2SZ35 Koalicija–SZV önjáró lövegnek és a T–15 nehéz gyalogsági harcjárműnek is.)
Az orosz védelmi miniszter 2018-ban bejelentette, hogy a T–15-höz hasonlóan a T–14 harckocsi sem kerül tömeges gyártásra (32 darabot rendeltek 2021-ig), mivel a felújított T–90 és T–72B harcjárművek teljesítik harcértékét jóval olcsóbban.

## Harcászati és műszaki jellemzői
A jármű meghajtásáról a cseljabinszki Transzgyizel tervezőirodánál kifejlesztett és a Cseljabinszki Traktorgyárban (CSTZ) gyártott A–85–3A (12N360) típusú, 12 hengeres, közvetlen üzemanyag-befecskendezésű X12 hengerelrendezésű dízelmotor gondoskodik. Az X hengerelrendezés kompakt építési módot tesz lehetővé a motornál. Maximális teljesítménye 1500 LE, de normál üzemi körülmények között 1200 LE-t ad le. Sebességváltója automatikus, 12 fokozatú. A harckocsi műúton 80–90 km/h-s sebesség elérésére képes, hatótávolsága 500 km.
A harckocsi fő fegyverzete egy 125 mm-es 2A82–1M típusú sima csövű harckocsiágyú, melyet a jekatyerinburgi 9. üzem készít. Az ágyú lőszerjavadalmazása 32 db. Akárcsak a korábbi szovjet-orosz sima csövű ágyúk, ez is alkalmas irányított páncéltörő rakéták indítására. Másodlagos fegyverzetét egy, a lövegcsővel párhuzamosított PKTM géppuska, valamint egy 12,7 mm-es Kord géppuska alkotja.